# Ermächtigung (Recht)
Ermächtigung ist die Übertragung der Befugnis auf einen Dritten, sodass dieser über ein fremdes Recht im eigenen Namen verfügen oder das Recht im eigenen Namen ausüben darf.

## Allgemeines
Die Ermächtigung verleiht dem zu ermächtigenden Rechtssubjekt Rechte, die es vorher nicht hatte. Der Ermächtigungsgeber wiederum verfügt über Rechte, die er selbst ganz oder teilweise nicht wahrnehmen möchte. Damit ist die Ermächtigung das Medium, das diese Bedürfnisunterschiede ausgleicht. Hierbei unterscheidet sie sich von der Abtretung und der Vollmachtserteilung. Bei der Abtretung geht das Recht ganz auf den Dritten über und der Übertragende verliert seine Rechtsposition, während die Inhaberschaft bei der Ermächtigung unverändert bleibt. Von der Vollmacht unterscheidet sich die Ermächtigung dadurch, dass der Ermächtigte nicht in fremdem, sondern im eigenen Namen handelt. 
Ermächtigung und Erlaubnis besitzen Gemeinsamkeiten, doch ist die Erlaubnis stets ein Verwaltungsakt einer Behörde in Schriftform, der ausschließlich auf Antrag erlassen wird. Die Ermächtigung kann dagegen auch von Privatpersonen formlos erteilt werden.

## Rechtsfragen (Deutschland)
Ermächtigen heißt, dass der Rechtsträger jemand anderem die Befugnis erteilt, auf eigene Rechnung zu handeln. Die Ermächtigung gibt dem Ermächtigten eine Befugnis, jedoch keine Pflicht; sie ist kein Auftrag. Die Ermächtigung ist eine einseitige empfangsbedürftige Willenserklärung, bei der sich nur der Ermächtiger verpflichtet.

### Zivilrecht
Eine Ermächtigung kann sowohl durch Rechtsgeschäft als auch per Gesetz erteilt werden. Sie besteht aus der Übertragung auf den und der Ausübung durch den Ermächtigten. Beide Teile fallen manchmal in Gesetzen zusammen, was bei der Beleihung häufig der Fall ist. So überträgt beispielsweise § 12 Abs. 1 LuftSiG dem Luftfahrzeugführer (Flugkapitän) die Befugnis, an Bord Hoheitsrechte auszuüben. Die Fluggäste sind gleichzeitig verpflichtet, die Anweisungen des Kapitäns zu befolgen (§ 12 Abs. 4 LuftSiG).
Der gesetzliche Vertreter darf gemäß § 113 Abs. 1 BGB Minderjährige ermächtigen, in ein Arbeitsverhältnis einzutreten, wodurch der Minderjährige für alle Rechtsgeschäfte im Zusammenhang mit diesem Arbeitsverhältnis als unbeschränkt geschäftsfähig fingiert wird. Das gilt auch, wenn der gesetzliche Vertreter mit Genehmigung des Familiengerichts den Minderjährigen zum selbständigen Betrieb eines Erwerbsgeschäfts ermächtigt (§ 112 Abs. 1 BGB). Die Verfügungsermächtigung ist in § 185 Abs. 1 BGB geregelt. Das ermöglicht etwa einem ermächtigten Dritten, eine fremde Sache im eigenen Namen zu übereignen, ohne dass es auf Gutglaubensvorschriften ankäme.
Gesetze verwenden den Rechtsbegriff Ermächtigung allerdings nicht immer richtig, sondern verstehen manchmal hierunter die Befugnis oder Berechtigung. Prokura und Handlungsvollmacht beschreibt das Gesetz zwar als Ermächtigung (§ 49 Abs. 1, § 54 Abs. 1 HGB), doch handeln beide im Rahmen einer rechtsgeschäftlichen Vertretungsmacht im Namen des Kaufmanns und nicht im eigenen Namen. Die Prozessvollmacht „ermächtigt“ gemäß § 81 ZPO zu allen einen Rechtsstreit betreffenden Prozesshandlungen, einschließlich derjenigen, die durch eine Widerklage, eine Wiederaufnahme des Verfahrens, eine Rüge nach § 321a ZPO und die Zwangsvollstreckung veranlasst werden. Sie bewirkt gemäß § 85 ZPO, dass Handeln und Verschulden des Bevollmächtigten dem Vertretenen zugerechnet werden und ist damit keine Ermächtigung. In § 370 BGB ist eine Berechtigung gemeint, sodass der Überbringer einer Quittung gesetzlich als berechtigt gilt, die Leistung zu empfangen.
Mit dem SEPA-Lastschriftmandat (früher: Einzugsermächtigung) erteilt im bargeldlosen Zahlungsverkehr der Zahlungspflichtige dem Zahlungsempfänger mit Hilfe einer Ermächtigung die Erlaubnis, eine bestimmte Forderung durch Lastschrift vom Konto des Zahlungspflichtigen einzuziehen. Die Einzugsermächtigung ermöglicht in diesem Zusammen einem Dritten, eine fremde Forderung im eigenen Namen geltend zu machen.

### Strafrecht
Im Strafrecht sind bestimmte Straftaten nur mit Ermächtigung (Ermächtigungsdelikt) bestimmter Organe verfolgbar (§ 77e 1. Fall StGB). Dazu gehört etwa die Verunglimpfung des Bundespräsidenten, die nur mit dessen Ermächtigung verfolgt werden darf (§ 90 Abs. 4 StGB). Weitere Straftaten sind in § 90b Abs. 2 StGB, § 97 Abs. 3 StGB, § 129b Abs. 1 StGB, § 194 Abs. 4 StGB, § 257 Abs. 4 StGB, § 323a Abs. 3 StGB oder § 353b Abs. 4 StGB aufgeführt.

### Öffentliches Recht
Gemäß Art. 80 Abs. 1 GG können durch Gesetz die Bundesregierung, ein Bundesminister oder die Landesregierungen ermächtigt werden, Rechtsverordnungen zu erlassen. Dabei müssen Inhalt, Zweck und Ausmaß der erteilten Ermächtigung im Gesetz bestimmt werden. Im Rahmen der Eingriffsverwaltung darf die öffentliche Verwaltung in den Rechtskreis des einzelnen Bürgers eingreifen, wenn sie dazu gesetzlich ermächtigt wird und diese Ermächtigung nach Inhalt, Gegenstand, Zweck und Ausmaß des Ermessens hinreichend bestimmt und begrenzt ist, sodass die Eingriffe messbar und in gewissem Umfang für den Staatsbürger voraussehbar und berechenbar werden.
Steht ein Recht ausschließlich dem Bund zu und will er dieses ganz oder teilweise übertragen, kann er die Landesregierungen in einem Bundesgesetz ermächtigen, durch Rechtsverordnung nähere Bestimmungen zu einem Bundesgesetz zu erlassen (Verordnungsermächtigung). So werden in § 8a Abs. 2 HGB die Länder ermächtigt, durch Rechtsverordnung nähere Bestimmungen über die elektronische Führung des Handelsregisters, die elektronische Anmeldung, die elektronische Einreichung von Dokumenten sowie deren Aufbewahrung zu treffen.